# Yasuhiro Hiraoka
Pour les articles homonymes, voir Hiraoka.
Yasuhiro Hiraoka (平岡 康裕, Hiraoka Yasuhiro) est un footballeur japonais né le 23 mai 1986. Il évolue au poste de défenseur.

## Palmarès
- Finaliste de la Coupe du Japon en 2010 avec le Shimizu S-Pulse